# Qipan
Qipan (kinesiska: 棋盘, 棋盘镇) är en köping i Kina. Den ligger i provinsen Jiangsu, i den östra delen av landet, omkring 250 kilometer norr om provinshuvudstaden Nanjing. Antalet invånare är 66419. Befolkningen består av 33 409 kvinnor och 33 010 män. Barn under 15 år utgör 21,0 %, vuxna 15-64 år 66 %, och äldre över 65 år 12,0 %.
Genomsnittlig årsnederbörd är 1 261 millimeter. Den regnigaste månaden är juli, med i genomsnitt 267 mm nederbörd, och den torraste är januari, med 12 mm nederbörd.